# ريتشاردسون كلوفر
ريتشاردسون كلوفر (بالإنجليزية: Richardson Clover)‏ هو ضابط أمريكي، ولد في 11 يوليو 1846 في هاجرستاون في الولايات المتحدة، وتوفي في 14 أكتوبر 1919 في وايومنغ في الولايات المتحدة.